# 馬丁尼茲隆背鰩
馬丁尼茲隆背鰩（學名：Notoraja martinezi），為軟骨魚綱鰩目單鰭鰩科隆背鰩屬的一種，分布於東太平洋哥斯大黎加至厄瓜多海域，深度1256至1472公尺，本魚體盤呈心形，盤寬為體長的54.7%，尾部細長，覆蓋著大量強壯、細長、不對齊且向後傾斜的刺，背面和腹面呈深褐色，體長可達47.5公分，棲息在沙泥底質海域，為深海底棲性魚類，屬肉食性，卵生, 生活習性不明。